# Marie Mösner
Marie Mösner, född 1838, död 1884, var en österrikisk harpospelare. 
Hon var dotter till Christian Mösner den äldre (1800-1838) som var violinist och organist vid ärkebiskopsrådet St. Peter i Salzburg.
Hon var elev i pianomusik till Martin Werkmann vid konservatoriet i München (1847–1849) och 1852-1854 till harpvirtuosen Antonio Zamara i Wien. 
Hon uppträdde från 1853 offentligt som med piano- och harpspel på konsertturnéer med sin bror Christian, som dog 1854. Hon studerade 1855-57 vid konservatoriet i Paris. Mellan 1857 och 1864 turnerade hon med framgång genom nästan hela Europa. Hon var också engagerad som harpist i teaterorkestern i Strasbourg och var bara 17 år när hon utsågs till en professur vid det lokala konservatoriet. 
År 1865 gifte hon sig med gruventreprenören Philipp Grafen von Spaur (1816-1884) och avslutade då sin karriär. 